# Olga Orban-Szabo
Olga Orban-Szabo (Cluj-Napoca, 9 ottobre 1938 – Budapest, 5 gennaio 2022) è stata una schermitrice rumena, specialista del fioretto, vincitrice di una medaglia d'argento e due di bronzo nella scherma ai Giochi olimpici.
Nata Olga Orban, divenne moglie del pallanuotista Alexandru Szabo.